# Munera
Munera là một đô thị ở tỉnh Albacete, Tây Ban Nha. Đô thị này nằm ở cộng đồng tự trị Castilla-La Mancha (Tây Ban Nha). Đô thị này cách tỉnh lỵ 59 km. Dân số năm 2008 là 3885 người. Diện tích là 229,43 km2. Khu vực này có độ cao 930 m trên mực nước biển.